# هوندا اچ‌آر-وی

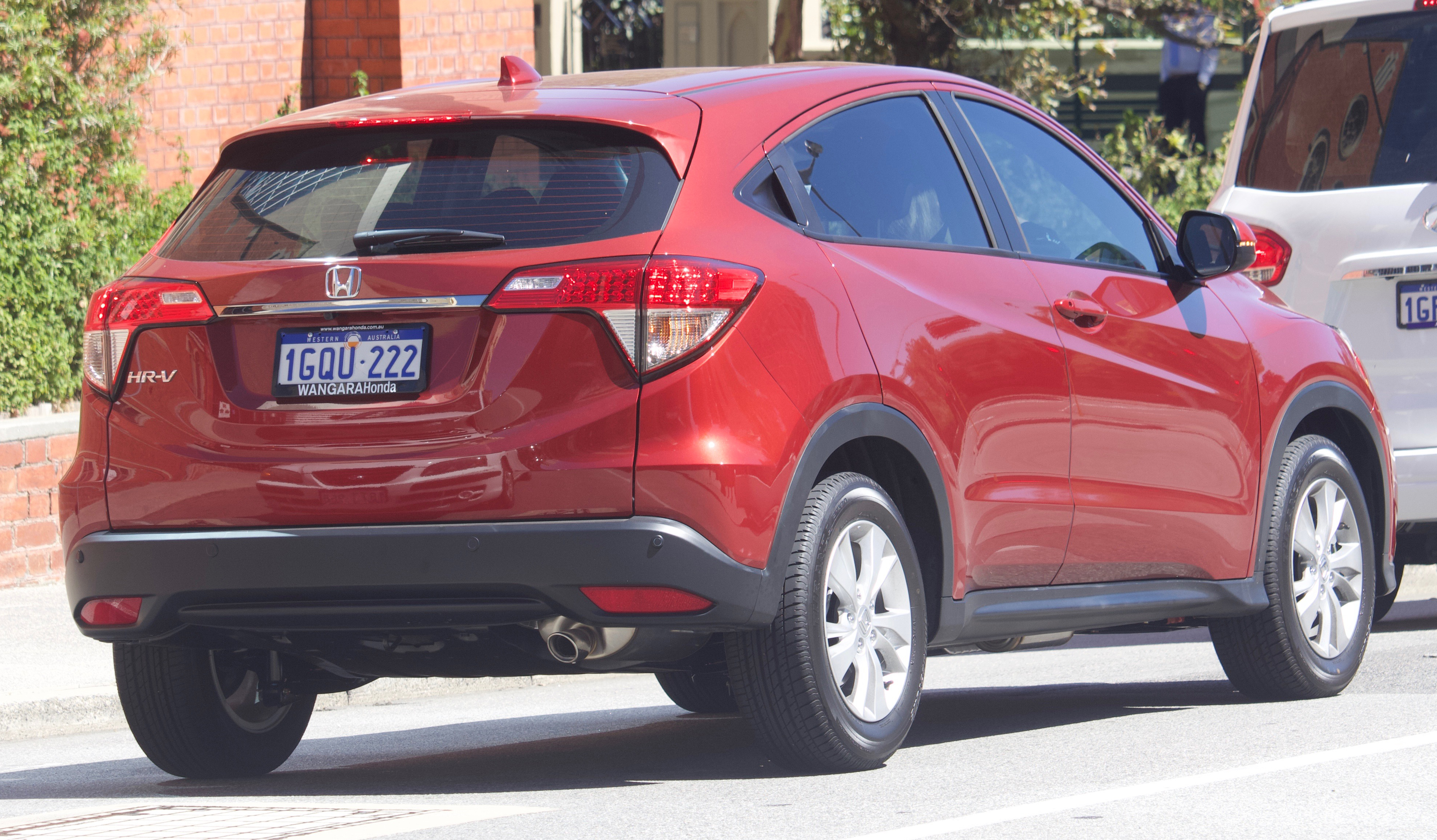
نمای عقب هوندا اچ‌آر-وی نسل دو

هوندا اچ‌آر-وی (Honda HR-V) خودرویی است که در سال‌های ۱۹۹۸ تا کنون تولید شده‌است.
این خودرو در کلاس مینی اس‌یووی قرار گرفته، طول آن در حالت طبیعی ۴٬۰۰۰–۴٬۱۰۰ میلیمتر (۱۵۷٫۵–۱۶۱٫۴ اینچ)، عرض آن در حالت طبیعی ۱٬۶۹۵ میلیمتر (۶۶٫۷ اینچ)، ارتفاع آن در حالت طبیعی ۱٬۶۹۵ میلیمتر (۶۶٫۷ اینچ) و وزن آن در حالت طبیعی ۱٬۲۰۰–۱٬۳۰۰ کیلوگرم (۲٬۶۴۶–۲٬۸۶۶ پوند) است. (تمامی اعداد و ارقام فوق مربوط به نسل اول هستند)
اولین نسل اچ‌آر-وی که بر اساس هوندا لوگو ساخته شد، دارای سه در (۱۹۹۹-۲۰۰۳) یا پنج در (۱۹۹۹-۲۰۰۶) بود. دو پیکربندی داخلی به ترتیب جی اچ ۲ و جی اچ ۴ تعیین شدند.
پس از وقفه‌ای بین سال های ۲۰۰۶ تا ۲۰۱۳، هوندا نسل دوم اچ‌آر-وی را بر اساس نسل سوم هوندا فیت دوباره معرفی کرد. تولید در اواخر سال ۲۰۱۳ برای بازار داخلی ژاپن با نام هوندا وزل (ژاپنی: ホンダ・ヴェゼル هپبورن: Honda Vezeru) آغاز شد، در حالی که تولید در سال ۲۰۱۵ برای آمریکای شمالی، استرالیا، برزیل و بازارهای آسیایی منتخب به عنوان اچ‌آر-وی آغاز شد. به غیر از ژاپن، این مدل در چین نیز با نام وزل به فروش می‌رسد.
برای نسل سوم اچ‌آر-وی، دو نسخه متفاوت از این خودرو در بازارهای مختلف عرضه می‌شود، یکی برای بازار جهانی (که با نام وزل در ژاپن فروخته می‌شود) و یک مدل بزرگ‌تر که بر اساس نسل یازدهم هوندا سیویک طراحی شده برای بازارهای آمریکای شمالی و چین. مدل اشاره شده در خارج از این دو بازار با نام هوندا زدآر-وی فروخته می‌شود.
به گفته هوندا، نام "اچ‌آر-وی" مخفف "خودروی انقلابی هی-رایدر" (به انگلیسی: Hi-rider Revolutionary Vehicle) است،  در حالی که نام "وزل" از " بزل "، چهره های مورب یک نگین برش خورده، با "وی" برای "وسیله نقلیه" ابداع شده است.

## نگارخانه

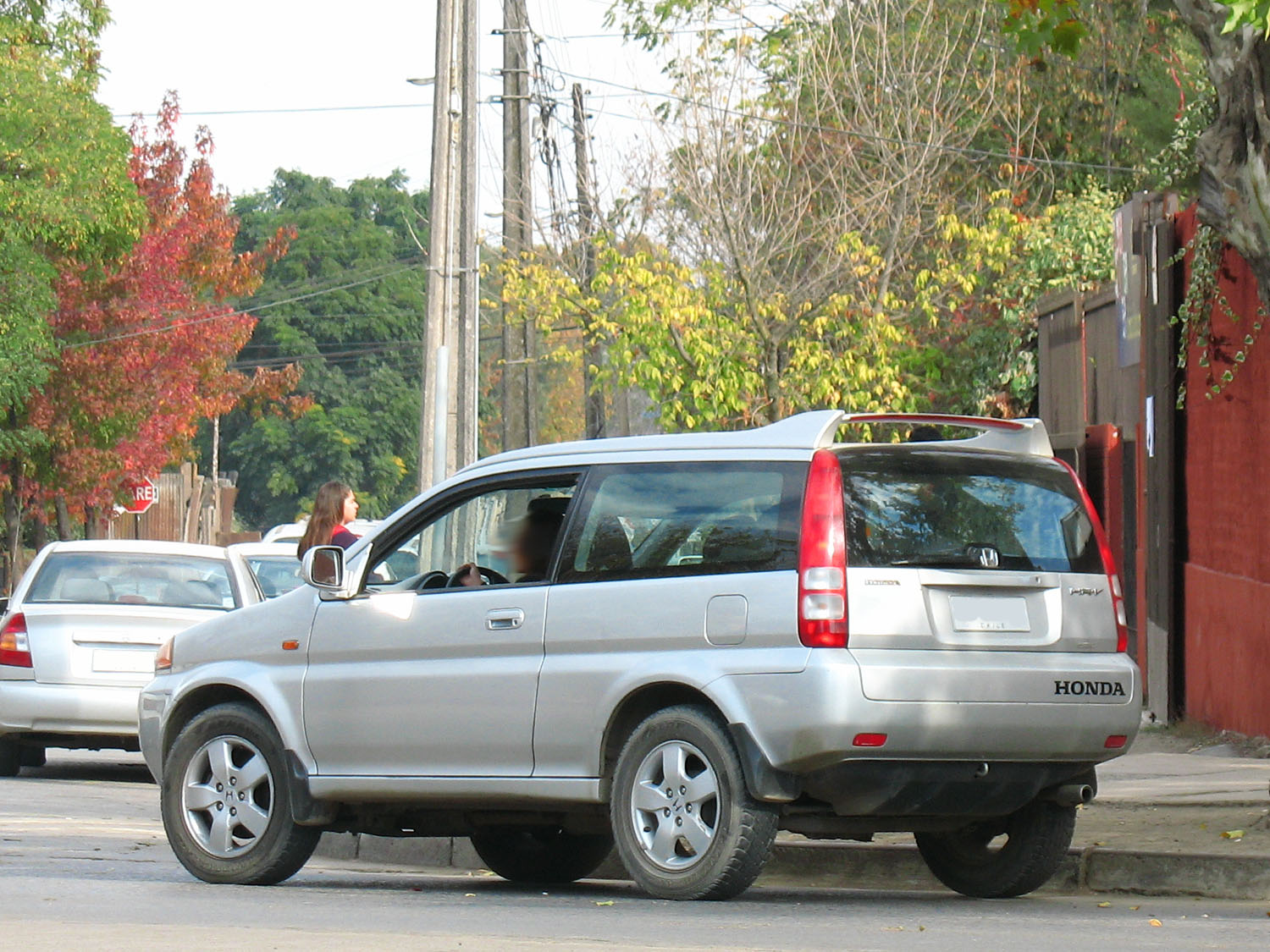
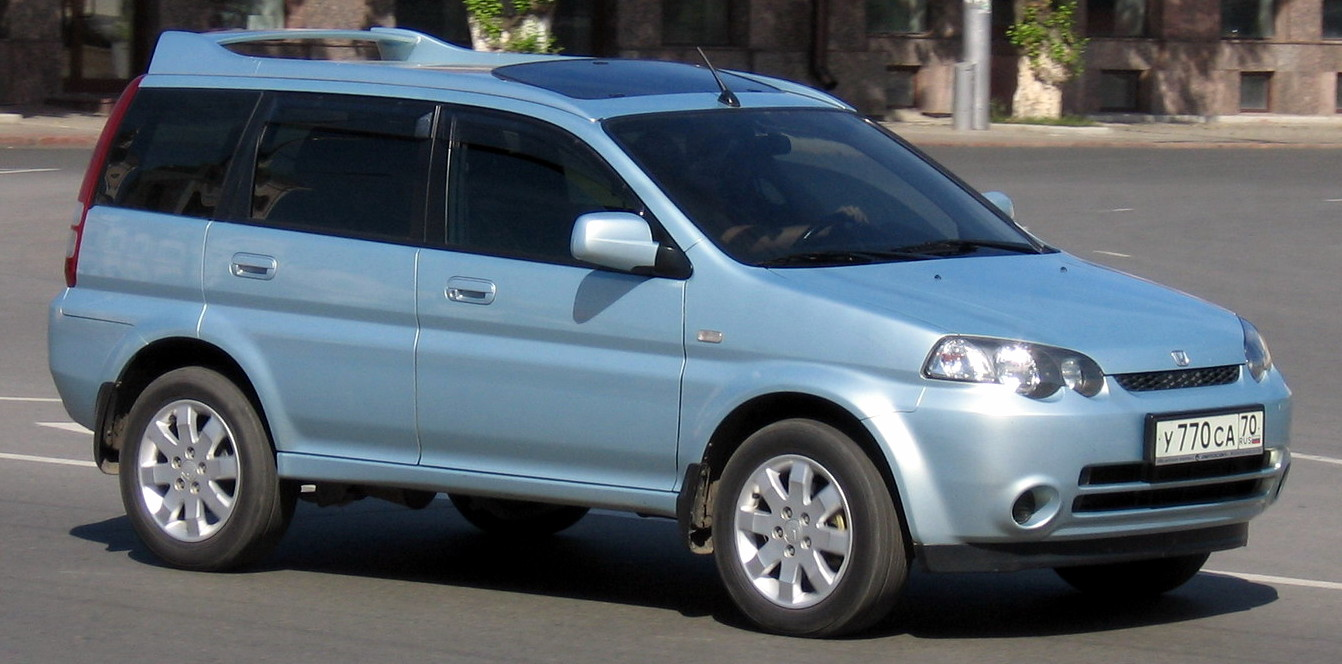